# Sant Antoni Abat de Bellaguarda
Sant Antoni Abat de Bellaguarda és una obra del municipi de Bellaguarda (Garrigues) protegida com a bé cultural d'interès local.

## Descripció
Es tracta d'una església parroquial dedicada a St. Antoni Abad, força semblant a les de la rodalia. De planta irregular que tendeix a la forma basilical, es divideix en tres naus cobertes amb volta d'aresta les laterals i cilíndrica amb arcs torals i llunetes, la central.
Tot l'interior està policromat. El sòcol de les pilastres, però, és de pedra. Els capitells són d'ordre compost. El paviment és de pedra i terracota i a la zona de l'altar, de marbre. La façana té com a únic ornament, un pòrtic auster decorat amb un nínxol petxinat que allotja la imatge del sant, flanquejat per motllures cargolades, i una rosassa de formes geomètriques.
El campanar, col·locat a l'extrem esquerre de la façana, té uns 35m d'alçada. És de planta quadrada i a la part superior, octogonal. La part central hi ha un rellotge i a les laterals, les campanes. El cimbori està decorat amb pintures difícilment identificables.

## Història
Aquest poble antigament era conegut amb el nom de "Bella guarda" i formava part de la baronia de la Granadella. El 28 d'abril de 1639, l'aleshores bisbe de Lleida Bernardo de Paredes, disposà la separació de l'església de la Granadella de la parròquia de Bellaguarda.
No tenim constància de la construcció de l'edifici però hom pensa que la data més probable és l'últim terç del s.XVIII, aprofitant l'embranzida econòmica de la població que en aquell moment era de 715 habitants.